# Carlos de Haes

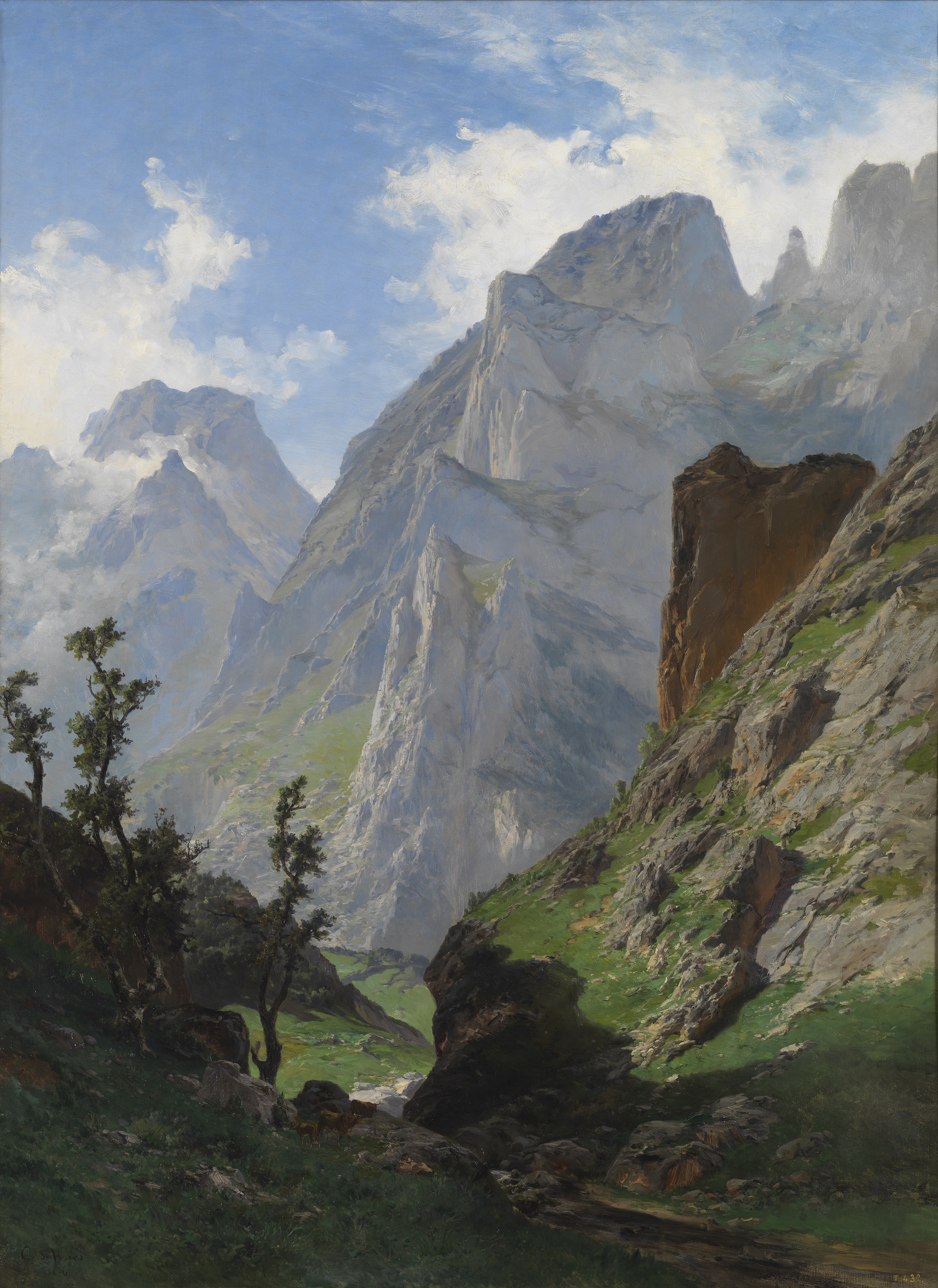
I "Picos de Europa", olio su tela, 1876. Museo del Prado.

Carlos de Haes (Bruxelles, 27 gennaio 1829 – Madrid, 17 giugno 1898) è stato un pittore spagnolo, di origine belga, rinomato per i suoi paesaggi di tendenza realista.

## Biografia
Carlos de Haes era figlio del banchiere belga Arnoldus Cornelius de Haes che, in seguito al fallimento della sua attività, si trasferì a Malaga nel 1835.
Il suo primo maestro di pittura in Spagna fu Luis de la Cruz y Ríos. In Belgio, dove Carlos si trasferì nel 1850 ormai maggiorenne, fu allievo per cinque anni di Joseph Quinaux, un pittore paesaggista accademico romantico e meticoloso da cui apprese la tecnica di questo genere di pittura allora poco apprezzato in Spagna.
Fu egli stesso professore di pittura di paesaggi alla Reale Accademia di Belle Arti di San Fernando a Madrid dal 1857.  Tra i suoi alunni ci furono Aureliano de Beruete, Darío de Regoyos, Agustín Riancho, Jaime Morera, Casimiro Sainz e molti altri, praticamente furono suoi allievi i migliori paesaggisti spagnoli del tempo.
La maggior parte della sua vasta produzione di impianto accademico, anche se i bozzetti erano realizzati all'aperto, si trova nei musei di Malaga, di Lerida e del Prado.

## Opere
- Conservate al Museo del Prado
- Picos de Europa (1860)
- Desfiladero (1876)
- La torre della chiesa. Dintorni di Douarnenez (1860–1880)
- Bajamar (Guetary) (1860–1880)
- Rompientes (1860–1880)
- Canal abandonado. Vriesland (Paesi Bassi) (1860–1880)
- Praderas (Villerville) (1860–1880
- Barco naufragado (1883)
- Playa (1880-85)